# Can You Feel The Force?
"Can You Feel the Force?" is een nummer van de Britse soulgroep The Real Thing, uitgebracht als single op 26 januari 1979. Het werd geschreven door bandleden Chris Amoo en zijn broer Eddie Amoo, geproduceerd door Ken Gold voor Tony Hall Productions en gemasterd bij Sterling Sound. De inspiratie kwam bij Star Wars. Op de B-kant stond Children of the Ghetto, een albumtrack van 4 from 8 uit 1977 vertolkt door falsetzanger Ray Lake en later uitgegroeid tot klassieker zonder dat het ooit zelf tot singlestatus was gepromoveerd. 
Can You Feel The Force? werd de grootste discohit die de groep zou scoren en bereikte nummer vijf in de Britse hitlijst, stond elf weken in de top 75 en stond ook in een aantal andere landen in de hitlijsten. In Vlaanderen bereikte het plaats 86 in de Ultratop.; in Nederland kwam het in de top 10 terecht, mede dankzij televisieoptredens in Toppop en Rock Planet. In maart 1979 werd het zilver gecertificeerd door de BPI voor 250.000 verkochte exemplaren. Naar aanleiding van dit succes werd Can You Feel The Force? aan het heruitgebrachte album Step into Our World toegevoegd als nieuwe titeltrack toegevoegd tot nieuwe titelnummer
In 1986 werd het nummer geremixt door Bob Mallett en stond het opnieuw in de hitlijsten in het Verenigd Koninkrijk en Ierland.